# Talsperre Watscha
Die Talsperre Watscha ist eine Talsperre mit Wasserkraftwerk in der Oblast Pasardschik, Bulgarien. Sie staut den Watscha zu einem Stausee auf. Das zugehörige Kraftwerk Orpheus hat eine installierte Leistung von 160 MW. Die Talsperre Kritschim liegt ungefähr 5 km flussabwärts. Das Kraftwerk kann als Pumpspeicherkraftwerk betrieben werden.
Die Talsperre ist im Besitz der Natsionalna Elektricheska Kompania EAD (NEK EAD) und wird auch von NEK EAD betrieben.

## Absperrbauwerk
Das Absperrbauwerk ist eine Gewichtsstaumauer aus Beton mit einer Höhe von 144,5 m über der Gründungssohle. Die Länge der Mauerkrone beträgt 420 m. Die Mauerkrone liegt auf einer Höhe von 540 m über dem Meeresspiegel.
Die Staumauer verfügt sowohl über einen Grundablass als auch über eine Hochwasserentlastung mit vier Toren. Über den Grundablass können maximal 158 m³/s abgeführt werden, über die Hochwasserentlastung maximal 2060 m³/s. Das Bemessungshochwasser liegt bei 2700 m³/s; die Wahrscheinlichkeit für das Auftreten dieses Ereignisses wurde mit einmal in 1000 Jahren bestimmt.

## Stausee
Beim normalen Stauziel von 535,8 m (max. 540 m bei Hochwasser) erstreckt sich der Stausee über eine Fläche von rund 4,97 km² und fasst 226,12 Mio. m³ Wasser. Das minimale Stauziel, bis zu dem die Stromerzeugung noch möglich ist, liegt bei 505 m.

## Kraftwerk Orpheus
Das Kraftwerk Orpheus befindet sich am Fuß der Talsperre am rechten Ufer des Watscha. Es ging 1975 in Betrieb und dient zur Abdeckung der Spitzenlast. Das Kraftwerk verfügt über eine installierte Leistung von 160 MW. Die durchschnittliche Jahreserzeugung liegt bei 154 Mio. kWh. Die vier Francis-Turbinen des Kraftwerks leisten jede maximal 40 MW. Die Fallhöhe beträgt 172 m; der maximale Durchfluss liegt bei insgesamt 120 m³/s.
Eine der vier Francis-Turbinen ist als Pumpturbine ausgeführt. Ihre Leistungsaufnahme im Pumpbetrieb beträgt 38 MW.